# 倪弼
倪弼（1894年—1958年），字公輔，中国江蘇省江都市人，国军陆军中将，中华民国大陆时期及中华人民共和国政治人物。退役後，倪弼任监察院委員和苏浙区行署委員。上海戰役後，倪弼留在城中迎接解放軍並移交监察行署物件。後在“鎮反”時，被以反革命罪在江西省贛州遭处极刑，1992年1月被“平反”。

## 生平

### 早年事跡
1924年春到廣州，任黃埔軍校第一期少尉區隊長、中尉區隊長、入伍升連長，黃埔軍校孫文主義學會成員，省港罷工委員會工人糾察隊上尉訓練員，國民黨中央黨衛隊警衛長。1925年任黃埔軍校教導團2營營長，1926年春任國民革命軍第1軍1師2團團長，參加北伐戰爭。任國民革命軍總司令部後方勤務大隊中校大隊長，第一師第一團黨代表兼政治部主任，補充團上校團長，第一軍新編第一師黨代錶，贛州警備司令。1927年解職迴鄉閒居，1928年春當選為江蘇省黨務指導委員會常委，後任國民革命軍總司令部第二補充團團長，新編師師長，國民黨江蘇省黨部執行委員。1931年夏任江蘇省反省院訓育主任，後任中央警官學校講師，江西省齣蓆國民黨第三次全國代表大會代表。

### 抗日戰爭
抗日戰爭爆發後，任第三戰區軍法執行監部少將督察官，1938年任第三戰區軍法執行監部中將軍法執行監。1940年任軍事委員會派駐第三戰區軍風紀巡察團中將委員，後返重慶軍法執行總監部掛中將監員，1941年冬調任軍事委員會中將參議，並兼任軍風紀第1巡察團委員，1944年鞦任軍風紀第2巡察團副主任委員，1945年9月授陸軍中將，1946年7月退役。1948年任蘇浙區監察委員行署委員，同年底當選第一屆國民大會代表，受聘任憲政實施促進委員會常務委員，國民政府第一屆監察院監察委員兼蘇浙區監委行署委員。

### 大陸
1949年5月28日，倪在上海等待解放軍抵達，並向解放軍完整移交監察行署物件。後任鎮江市清華中學教師，鎮江市政協委員。1958年7月31日以反革命罪在江西省贛州被處決，1992年1月被平反。